# Rock of Ages (chanson)
Pour les articles homonymes, voir Rock of Ages.
Singles de Def Leppard
Photograph
(1983) Foolin'
(1983)
Pistes de Pyromania
Foolin'
(6) Comin' Under Fire
(8)
Rock of Ages est une chanson du groupe Def Leppard sortie sur leur troisième album Pyromania paru le 20 janvier 1983. Sur cette chanson, on peut entendre au début le célèbre sample repris par The Offspring sur leur chanson Pretty Fly (for a White Guy) paru en 1998.
Le single s'est classé à la 16e position au Billboard Hot 100 la semaine du 13 août 1983 et no 1 au Mainstream Rock la semaine du 4 juin 1983.

## Liste des titres
| A. | Rock of Ages      | 4:09 |
| B. | Action! Not Words | 3:52 |

| 1. | Rock of Ages         | 4:09 |
| 2. | Stagefright          | 3:46 |
| 3. | Billy's Got A Gun    | 5:22 |
| 4. | Too Late for Love    | 4:27 |
| 5. | Rock of Ages (vidéo) | 4:08 |

## Musiciens
- Joe Elliott : chant
- Steve Clark : guitare
- Phil Collen : guitare
- Rick Savage : basse
- Rick Allen : batterie
- Pete Willis : guitare rythmique